# Поръчител
Поръчителят е страна по договор за поръчителство, която поема задължение пред кредитора да отговаря напълно или частично за изпълнението на задълженията на длъжника. При неизпълнение на задълженията от страна на длъжника, поръчителят носи солидарна с него отговорност пред кредитора.
Тези, които могат да стават поръчители са: физически лица, роднини или приятели,
Поръчителството не е само подпис. Договорът за поръчителство задължително е в писмена форма. Той е едно цяло с договора за кредит. По този начин поръчителят се информира за клаузите му и декларира, че ще отговаря при предвидените условия. По своята същност обаче договорът за поръчителство е самостоятелен договор между поръчителя и банката. При подписването му поръчителят трябва да знае, че е солидарно отговорен с кредитополучателя за цялата сума на кредита и за всички разноски по него и че ако длъжникът не плати, банката може да поиска цялата сума от поръчителя и да го съди. Когато реши, че ще стане поръчител, човек трябва да е наясно дали може сам да плати задължението на кредитоискателя. Най-често поръчителят се съгласява да се правят удръжки от трудовото му възнаграждение за евентуално погасяване на дълга. Възможно е да се уговори и удържане на суми от сметки на поръчителя. Има и известна защита за поръчителя. Той не може да бъде отговорен за нещо повече от това, което дължи кредитополучателят, т.е. ако дългът към банката е погасен частично, поръчителят отговаря само до размера на непогасената част от главницата и евентуално за лихвите и разноските по нейното събиране. Наред с това, в случай че банката разсрочи във времето вноските по кредита, това няма действие спрямо поръчителя. Договорът за поръчителство в най-честия случай носи повече рискове, отколкото ползи за поръчителя. Ако поръчителят погаси заема, разполага единствено с правото на обратен иск срещу длъжника за заплатените суми и законната лихва върху тях. Той може да си търси парите на общо основание по съдебен ред. Като се имат предвид обичайната продължителност на съдебните производства и съмнителната ефективност на едно отсрочено във времето производство срещу кредитополучателя, поръчителят едва ли може да се надява да си възстанови бързо средствата.